# Solrød Sogn
Solrød Sogn er et sogn i Greve-Solrød Provsti (Roskilde Stift).
I 1800-tallet var Solrød Sogn anneks til Havdrup Sogn. Begge sogne hørte til Tune Herred i Roskilde Amt. Havdrup-Solrød sognekommune blev ved kommunalreformen i 1970 indlemmet i Solrød Kommune.
I Solrød Sogn ligger Solrød Kirke fra o. 1200 og Solrød Strandkirke fra 1982.
I sognet findes følgende autoriserede stednavne:
- Skolelodden (bebyggelse)
- Solrød (bebyggelse, ejerlav)
- Solrød Nordmark (bebyggelse)
- Solrød Strand (bebyggelse)
- Solrød Tykkemose (bebyggelse)
- Solrød Vestermark (bebyggelse)
- Strandmarken (bebyggelse)